# Eckardt & Messtorff
Eckardt & Messtorff war ein deutscher Verlag mit Buchhandlung, der seefahrtsspezifische Literatur herausgab und Seekarten vertrieb. Das in Hamburg beheimatete Unternehmen bestand von 1882 bis 2003.

## Geschichte
Nachdem Carl Christian Plath 1862 das Handelshaus für nautische Instrumente und Karten vom Husumer Instrumentenmacher David Filby übernommen hatte, gab er 1882 den Unternehmensteil für nautische Fachliteratur und Seekarten an die im selben Jahr von dem Schweriner Buchhändler Moritz Eckardt in Hamburg gegründete Verlagsbuchhandlung ab. Im November 1892 kam der einstige Kapitän Johannes Messtorff als Partner hinzu und der Verlag erhielt den Namen Eckardt & Messtorff.
Schifffahrtsbuchhandlung und Verlag waren bis in die 1950er Jahre am Steinhöft 1 ansässig, spätere Standorte waren Neß 1 und Rödingsmarkt 16.

## Fusion und Umbenennung
Mit dem Aufkommen von elektronischen Seekarten und Navigationssoftware wurden auch diese ins Programm genommen. Zum 1. Januar 2003 schloss sich Eckardt & Messtorff mit dem ebenfalls auf nautische Fachliteratur und Seekarten spezialisierten Verlag Bade & Hornig zur HanseNautic GmbH zusammen. Die beiden Unternehmen legten ihre Geschäftsräume im erweiterten Standort von Bade und Hornig am Herrengraben zusammen.
Inzwischen ist HanseNautic als Unternehmen für Bootsausrüstung und Yachtelektronik in Eckernförde ansässig.